# Национальная библиотека Португалии
Национальная библиотека Португалии (порт. Biblioteca Nacional de Portugal) — крупная библиотека в Лиссабоне.

## История
Лиссабонские библиотеки, как и весь город, понесли большие потери в результате катастрофического землетрясения 1755 года. Через сорок с лишним лет — 29 февраля 1796 года — был издан августейший декрет королевы Марии I об учреждении «Публичной библиотеки королевского двора» (порт. Real Biblioteca Pública da Corte). Библиотека была сформирована за счёт фондов «Библиотеки королевского цензурного стола» (Biblioteca da Real Mesa Censória), основанной в 1768 г.
Новооснованная библиотека расположилась на площади Праса-ду-Комерсио, а её фонды со дня открытия были предназначены для общего публичного доступа, не ограничиваясь только кругом учёных. Спасаясь от нашествия Наполеона I в 1807 году, королевский двор забрал с собой в Рио-де-Жанейро и Королевскую библиотеку, которая впоследствии стала основой Национальной библиотеки Бразилии. Когда же в 1821 году королевский двор возвращался в Лиссабон, то взял с собой лишь небольшую часть библиотеки, так называемую «библиотеку Ажуда», что с 1880 года находится во Дворце Ажуда и сейчас входит в состав Национальной библиотеки, хоть и остаётся самостоятельной коллекцией.
В 1805 г. вступил в действие закон об обязательном экземпляре, что значительно ускорило рост фондов библиотеки. После Мигелистских войн (1832—1834) и роспуска религиозных орденов богатые монастырские библиотеки стали собственностью государства.
В 1836 году из-за нехватки помещений Публичная библиотека королевского двора переехала в квартал Шьяду (Chiado), где расположилась в помещениях Городского монастыря Святого Франциска (Convento de São Francisco da Cidade), который сильно пострадал во время землетрясения 1755 года и был лишь частично отстроен. Вместе с переездом библиотека сменила название и стала называться Национальной библиотекой Португалии.
В 1910 была провозглашена Первая Португальская республика, и библиотека пополнилась новыми фондами распущенных религиозных организаций.
В 1956 году, из-за нехватки места для новых поступлений, было принято решение о переезде библиотеки в кампус Лиссабонского университета. 1958 году, по проекту архитектора Порфириу Пардал Монтейру (в соавторстве с Салазаром), началось строительство нового библиотечного помещения. В 1969 г. состоялось официальное открытие нового здания библиотеки.
В 1980-е годы прошла компьютеризация библиотеки, была введена национальная библиотечная цифровая система PORBASE. В 2011 году завершено строительство нового хранилища.
С 2000 года проводится развитие цифровой библиотеки, являющейся составной частью библиотеки Europeana. В 2005 г. Национальная библиотека была в числе основателей проекта European Library.

## Фонды
Фонды Национальной библиотеки разделены на шесть отделов:
- Общий фонд (Fundo Geral): 50000 периодических изданий (в том числе из португалоязычных стран)[3] и 3 млн книг с XVI века до сего дня, все обязательные экземпляры с 1931 года и все академические обязательные экземпляры с 1986 года;
- Специальный фонд (Reservados): около 51000 рукописей, начиная с XII века (около 15000 кодексов и 36 000 других рукописей), около 30000 старопечатных книг, исторический архив с 466 древними грамотами, частные архивы 148 писателей (в частности Фернандо Пессоа, Жозе Мария Эса де Кейрош, Камилу Каштелу Бранку, Жозе Сарамаго).
- Картография (Cartografia): ок. 6800 карт начиная с XVI века.
- Иконография (Iconografia): ок. 117000 изображений всех видов.
- Музыка (Música): около 50000 единиц хранения (партитуры, либретто, музыкальные профессиональные издания, фото).
- Издания для слепых (Leitura para Deficientes Visuais): ок. 7000 названий шрифтом Брайля и 1575 аудиодокументов.

## Библиотека Ажуда
Национальной библиотеке принадлежит, кроме того, так называемая Библиотека Ажуда, фонды которой составляют сегодня около 150 000 томов, среди которых:
- Рукописи: 2512 кодексов и около 33000 других рукописей с XIII по XX век, из них 43 иллюминированных кодекса, коллекция хроник XV—XVIII века, а также 226 кодексов из коллекции Symmicty Lusitanica[уточнить] и 61 иезуитский кодекс из Азии.
- Музыкальные рукописи: 2950 кодексов и 10 200 других рукописей опер и камерной музыки XVIII—XX веков.
- Печатные издания: кроме 16000 монографий и 11 000 периодических изданий (1700 названий) представлено 60000 старопечатных книг XVI—XVIII веков.
- 2500 карт и большое количество иллюстраций и фотографий XIX—XX веков.